# 1. deild 1958
La 1. deild 1958 fu la 47ª edizione della massima serie del campionato di calcio islandese disputata tra il 10 giugno e il 7 settembre 1958 e conclusa con la vittoria del ÍA, al suo quinto titolo.
Capocannoniere del torneo fu þordur þordarsson (ÍA) con 10 reti.

## Formula
Come nella stagione precedente le squadre partecipanti furono sei e si incontrarono in un turno di sola andata per un totale di cinque partite.
L'ultima classificata retrocedette in 2. deild karla.

## Squadre partecipanti
| Club     | Città         | Posizione 1957     |
| -------- | ------------- | ------------------ |
| Fram     | Reykjavík     | 2°                 |
| KR       | Reykjavík     | 5°                 |
| Valur    | Reykjavík     | 3°                 |
| ÍA       | Akranes       | Campione d'Islanda |
| ÍBH      | Hafnarfjörður | 4°                 |
| Keflavík | Keflavík      | 2. deild           |

Tutti gli incontri si disputarono allo stadio Melavöllur, impianto situato nella capitale.

## Classifica finale
|                    | Pos. | Squadra  | Pt | G | V | N | P | GF | GS | DR  |
| ------------------ | ---- | -------- | -- | - | - | - | - | -- | -- | --- |
| Islanda (bandiera) | 1.   | ÍA       | 9  | 5 | 4 | 1 | 0 | 23 | 9  | +14 |
|                    | 2.   | KR       | 8  | 5 | 3 | 2 | 0 | 12 | 3  | +9  |
|                    | 3.   | Valur    | 6  | 5 | 3 | 0 | 2 | 10 | 12 | -2  |
|                    | 4.   | Keflavík | 3  | 5 | 0 | 3 | 2 | 6  | 11 | -5  |
|                    | 5.   | Fram     | 2  | 5 | 0 | 2 | 3 | 8  | 12 | -4  |
|                    | 6.   | ÍBH      | 2  | 5 | 0 | 2 | 3 | 7  | 19 | -12 |

Legenda:
      Campione di Islanda
      Retrocessa in 2. deild karla
Note:
Due punti a vittoria, uno a pareggio, zero a sconfitta.

### Verdetti
- ÍA Campione d'Islanda 1958.
- ÍBH retrocesso in 2. deild karla.